# Sárszentmihály, Fejér
Sárszentmihály  este un sat în districtul Székesfehérvár, județul Fejér, Ungaria, având o populație de 3.018 locuitori (2011). 

## Demografie
Componența etnică a satului Sárszentmihály
     Maghiari (96,91%)
     Germani (1,12%)
     Necunoscut (0,48%)
     Alții (1,49%)
Componența confesională a satului Sárszentmihály
     Romano-catolici (37,87%)
     Fără religie (19,12%)
     Reformați (13,19%)
     Atei (1,09%)
     Necunoscută (27,53%)
     Alte religii (2,72%)
Conform recensământului din 2011, satul Sárszentmihály avea 3.018 locuitori. Din punct de vedere etnic, majoritatea locuitorilor (96,91%) erau maghiari, cu o minoritate de germani (1,12%). Apartenența etnică nu este cunoscută în cazul a 0,48% din locuitori. Nu există o religie majoritară, locuitorii fiind romano-catolici (37,87%), persoane fără religie (19,12%), reformați (13,19%) și atei (1,09%). Pentru 27,53% din locuitori nu este cunoscută apartenența confesională.